# C. R. L. Fletcher
Pour les articles homonymes, voir Fletcher.
Ne pas confondre avec le peintre Robert Charles Leslie (1826-1901) et le peintre Charles Robert Leslie (1794-1859).
Charles Robert Leslie Fletcher, né le 22 octobre 1857 et mort le 30 avril 1934, est un historien britannique.

## Biographie
Il est le fils d'Alexander Pearson Fletcher et de Caroline Anna (fille du peintre Charles Robert Leslie). De 1868 à 1876, il est l'érudit du roi au Collège d'Eton. Il obtient un diplôme de première classe en histoire moderne du Magdalen College, Oxford en 1880. Il est élu Fellow d'All Souls College, Oxford, l'année suivante. Il est tuteur à Magdalene de 1883 à 1906, devenant Fellow en 1889. Il épouse Alice Merry en 1885 et ils ont trois fils
Fletcher est un fervent Conservateur, impérialiste et protestant anglican. Son School History of England inclus 23 nouveaux poèmes de Rudyard Kipling mais est considéré avec suspicion par la presse universitaire d'Oxford en raison des vues controversées de Fletcher sur les étrangers et la démocratie. Fletcher déclare que la démocratie est encore en procès en Grande-Bretagne et que le roi serait obligé de renvoyer tout gouvernement qui a essayé de réduire la taille de la Marine Royale ou se sont rendus en Inde ou dans les colonies